# Ofensiva din Mekelle
Ofensiva din Mekelle a fost o campanie militară purtată între forțele armate din Etiopia și FEPT pentru a ajunge la orașul Mek'ele din regiunea Tigrai, în timpul conflictului din Tigrai.